# 獨指花鮨
獨指花鮨，為輻鰭魚綱鱸形目鱸亞目鮨科的其中一種，分布於中西太平洋印尼安汶海域，體長可達17公分，為底棲性魚類，屬肉食性，生活習性不明。

## 擴展閱讀
維基物種上的相關：獨指花鮨